# Aeroportul Internațional Yangon
Aeroportul Internațional Yangon (IATA: RGN, ICAO: VYYY) este un aeroport din Yangon Region⁠(d), Myanmar ce deservește zona Yangon. A fost deschis în 1947 și numit după zona deservită.
Situat la o altitudine de 33 m, aeroportul dispune de 1 pistă.

## Infrastructură

### Piste
Aeroportul dispune de o singură pistă. Pista 03/21 are suprafața de asfalt și dimensiunile 2.470 m × 60 m. 